# 2134 Dennispalm
2134 Dennispalm (1976 YB) là một tiểu hành tinh vành đai chính được phát hiện ngày 24 tháng 12 năm 1976 bởi Kowal, C. ở Palomar.